# چانگژو
چانگژو (به لاتین: Changzhou) یک شهر مرکزی در جمهوری خلق چین است که در جیانگسو واقع شده‌است.

## خصوصیات
چانگژو ۴٬۳۸۴٫۵۸ کیلومترمربع مساحت و ۴٬۵۹۲٬۴۳۱ نفر جمعیت دارد.

## خواهرخوانده
شهرهای پراتو و تیلبورخ خواهرخوانده‌های چانگژو هستند.